# 확대 제어족
확대 제어족(영어: Macro-Jê languages)은 남아메리카에 분포하는 중간 크기의 어족으로 제안되었다. 주로 브라질에 분포하지만 아르헨티나, 파라과이, 볼리비아의 일부 지역에서도 쓰인다. 확대 제어족 가설은 제어족을 중심으로 하여 다른 어족들을 덧붙인 형태이며, 다른 어족들은 최근 언어 사멸로 인해 단일 언어로 줄어든 상황이다. 확대 제어족은 1926년에 처음 제안되었으며 그 뒤 어느 정도 수정을 겪었다. Kaufman (1990)은 이 가설이 “그럴듯하다”고 본다.
- 제어족
- 제이코어 †
- 크레나크어족
  - 크레나크어
- 보로로어족
  - 보로로어파
    - 보로로어
    - 오투케어 †

  - 우모티나어 †
- 카마캉어족 †
- 카라자어
- 카리리어 †
- 마샤칼리어족
- 오파예어
- 푸리어족 †
- 리크바크차어
- 야부티어족 [사멸 직전]

시카고 대학교의 에두아르두 히베이루는 코프먼과 달리 풀니오어(야테어) 및 과토어를 확대 제어족에 포함시킬 근거가 없다고 보며, 그린버그와 달리 오티어 및 치키타노어를 포함시킬 근거도 없다고 본다.
확대 제어족 언어들은 투피어족 및 카리브어족과 공통된 불규칙 형태론을 지니며, Rodrigues (2000)와 히베이루는 이 어족 모두가 제·투피·카리브어족이라는 하나의 어족에 속한다고 본다.
글로톨로그는 제어족, 크레나크어족, 카라자어, 마샤칼리어족, 오파예어, 리크바크차어, 야부티어족을 인정한다. 카마캉어족 및 푸리어족과의 어휘 대응은 아직 비교 재구로 뒷받침되지 않으며, 코로포어를 마샤칼리어족으로 분류하면 푸리어족과의 유사성은 사라진다. 글로톨로그는 제어족이 투피어족 및 카리브어족과 공유하는 것과 같은 문법적 특징을 보로로어족, 카리리어, 치키타노어도 지녔지만, 어휘적 증거는 거의 없음을 지적한다.